# Zaborze Południe
Zaborze Południe – dzielnica miasta Zabrze.